# Sue Brooks
Sue Brooks est une réalisatrice et scénariste australienne, née le 1er mai 1953 à Pyramid Hill (État de Victoria) en Australie.

## Filmographie
- 1984 : The Drover's Wife
- 1988 : An Ordinary Woman, court-métrage
- 1997 : Road to Nhill
- 2003 : Japanese Story
- 2009 : Subdivision
- 2015 : Looking for Grace

## Distinctions

### Récompenses
- Festival international du film de Melbourne 1989 : Meilleur court-métrage australien pour An Ordinary Woman
- Festival international du film de Thessalonique 1997 : Alexandre d'or pour Road to Nhill
- AACTA Award du meilleur réalisateur 2003 pour Japanese Story
- Film Critics Circle of Australia 2003 : Meilleur réalisateur pour Japanese Story
- Miami Film Festival 2004 : Prix FIPRESCI pour Japanese Story